# Twelve Steps to Love/Don't Cry
Twelve Steps to Love/Don't Cry è il decimo singolo dei Brian Poole & The Tremeloes, pubblicato nel Regno Unito nel 1964.

## Tracce
Lato A
1. Twelve Steps to Love – 2:25 (Gary Hart, John Marascalco, Tony Kevin, Carson)

Lato B
1. Don't Cry – 2:03 (Alan Blakley, Brian Poole, Dave Munden, Westwood, Howard)